# 布莱克山之战
布莱克山之战是1876年至1877年期間美國當局與拉科塔族、苏族和夏安族聯盟之間的戰鬥。美国政府得知黑山（布萊克山）當地有黃金後，希望能據為己有。於是許多人開始侵占位於黑山的美洲原住民土地，苏族和夏安族拒绝讓出黑山的所有權。美洲原住民因此和美國當局爆發衝突。 